# Гагаузи в Молдові

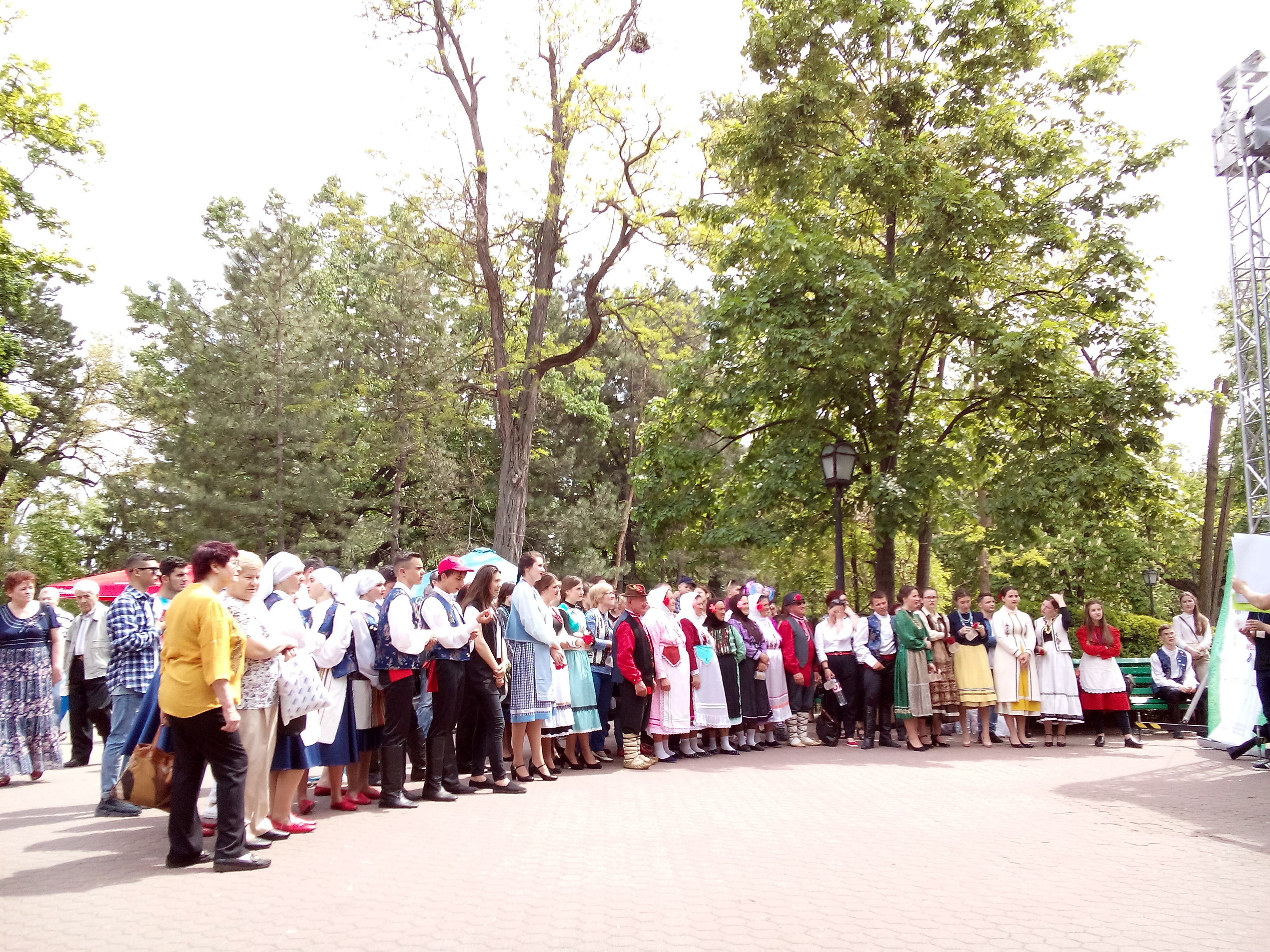
Гагаузи святкують Хедерлез в Кишиневі

Гагаузи є однією з найбільших національних меншин Молдови. Незважаючи на відносно пізнє заселення Буджаку в рамках російської колонізації Бессарабії, саме на території майбутньої республіки Молдови гагаузи найбільш міцно вкоренилися. Розселені по території країни нерівномірно. Тяжіють до південних регіонів і складають більшість населення в межах АТО Гагаузія. Гагаузи Молдови ведуть переважно сільський спосіб життя.

## Розселення та концентрація
Їх частка і місце у національному складі країни мають тенденцію до поступового підвищення. Поступово підвищується частка гагаузів (при падінні абсолютної чисельності) у самій Гагаузії (83,8 %), а також у сусідньому Тараклійському р-ні (9,0 %), населеному переважно болгарами, з якими гагаузи мають давні етнокультурні зв'язки. У Бессарабському р-ні частка гагаузів також вище середньої по країні (7,4 %), але тут вона поступово скорочується. Також виділяється Кагульський р-н, де гагаузи складають 2,7 % населення. В інших регіонах їх налічується менше 1 %. Всередині Молдови міграційна активність гагаузів невелика: більшість емігрантів якщо і залишає свої населені пункти, то направляється в РФ.

## Етномовні процеси
Через високу концентрацію в межах своєї республіки та прикордонних з нею районах Молдови та України сучасні гагаузи рідко вступають у міжнаціональні шлюби, а тому зберігають високий ступінь етнічної стійкості. Проте в недавньому минулому ситуація була дещо іншою. Приміром, на початку ХХ століття співвідношення гагаузів і болгар в населенні Комрата становило приблизно 2:1. Проте в результаті асиміляційних процесів і більш високої народжуваності гагаузів до кінця ХХ на 14 гагаузів припадав лише 1 болгарин. Етнічна рівновага між цими двома народами збереглася тільки в тих селах, де гагаузів і болгар спочатку оселилося приблизно порівну. B місцях результату (болгарське Лудогоріє) залишилися гагаузи переважно увійшли до складу болгарського народу. При цьому з практичних міркувань гагаузи Молдови, як правило, багатомовні та в побуті користуються як гагаузькою, так і російською мовами. Багато володіють і румунською.

## Галерея фотографій

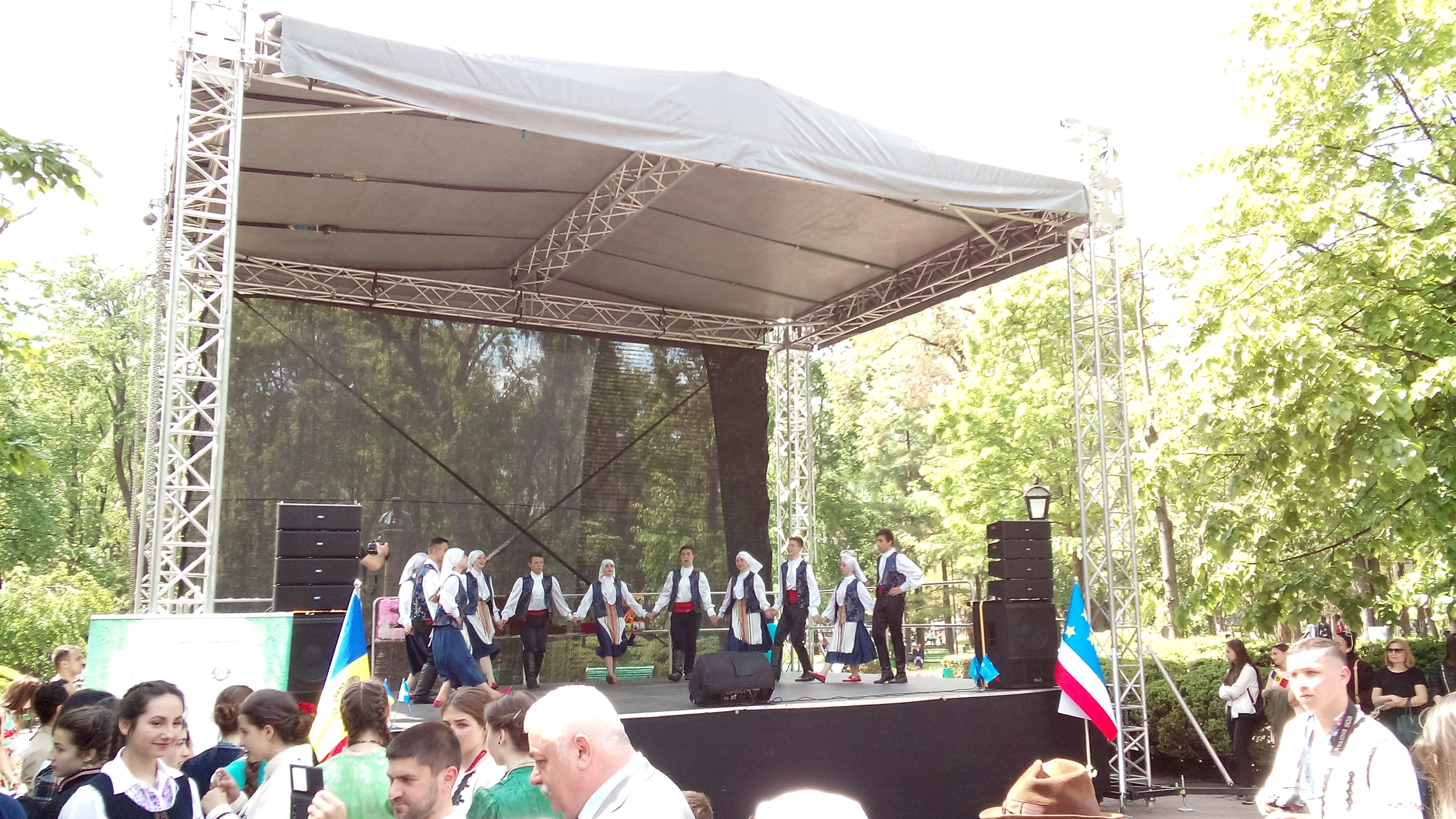
Народний танець
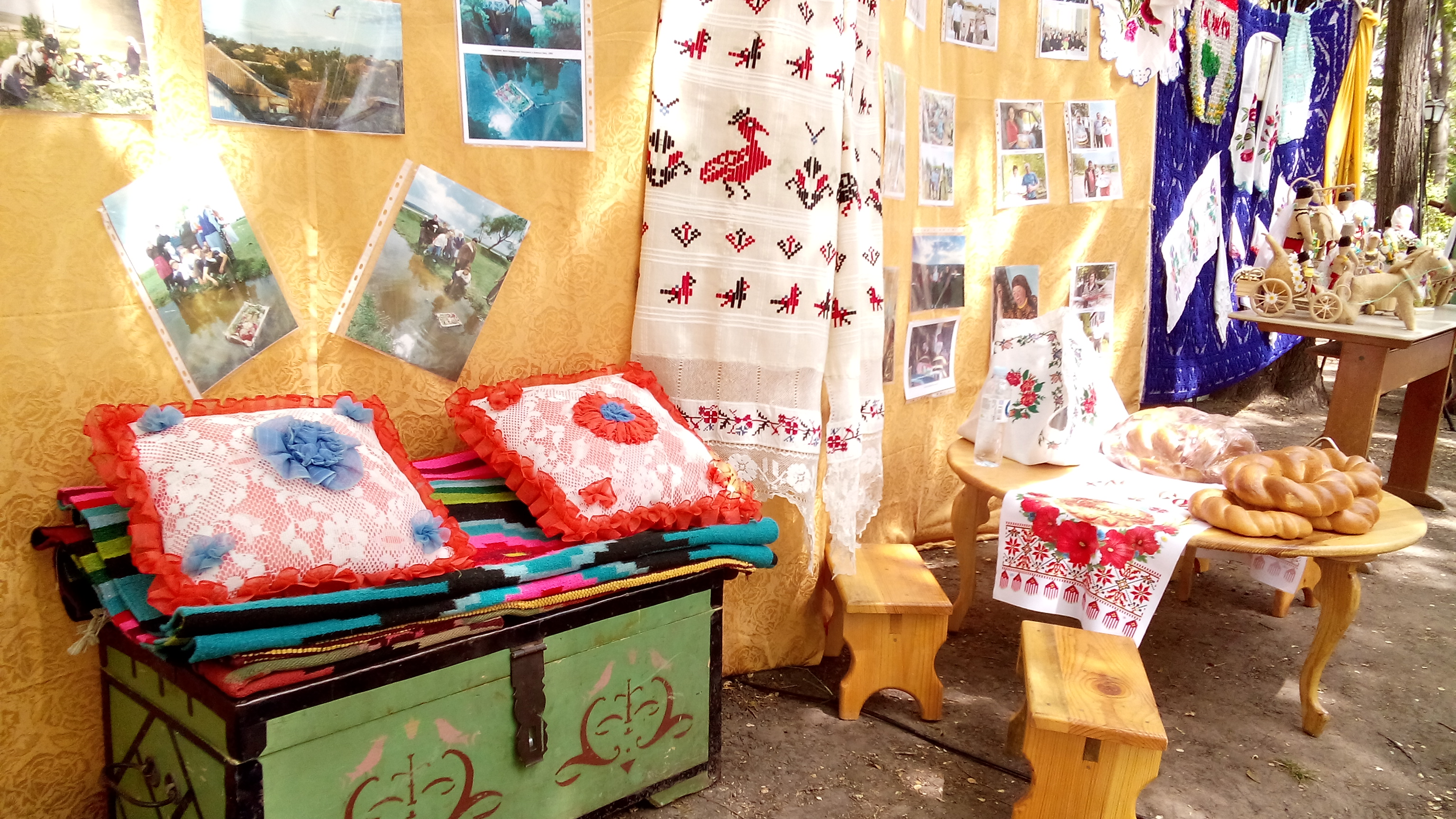
Гагаузькі ремесла
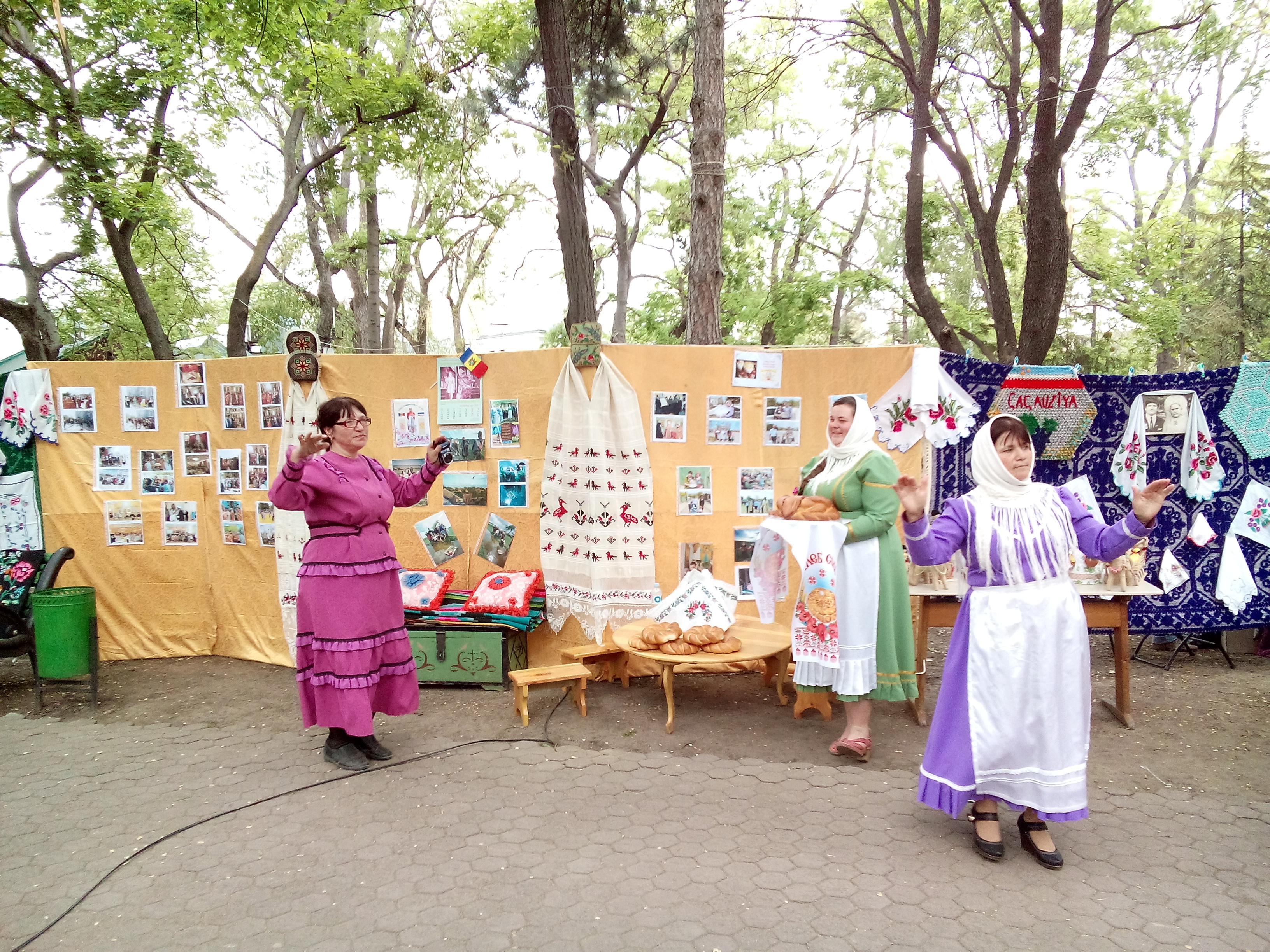
Танцюючі гагаузькі жінки
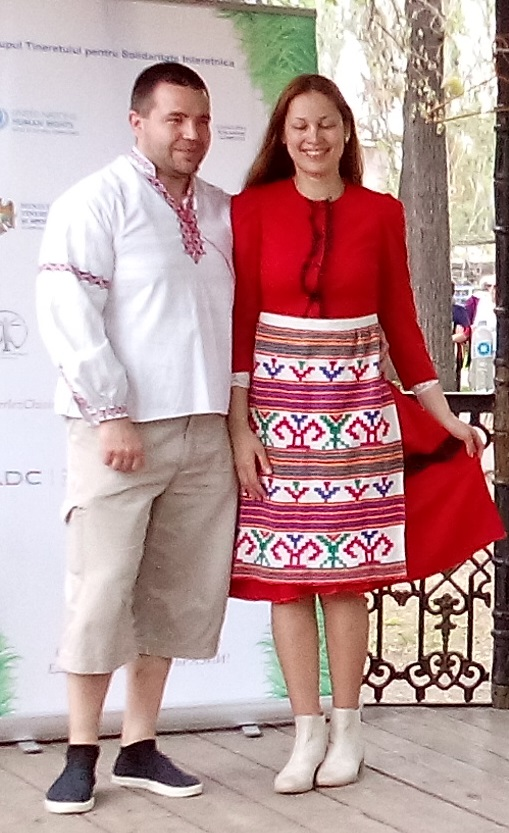
Народні костюми